# Die Mutter (Brecht)
Die Mutter. Leben der Revolutionärin Pelagea Wlassowa aus Twer (1932) ist ein Theaterstück, geschrieben von Bertolt Brecht nach dem gleichnamigen Roman von Maxim Gorki (1906/1907, deutsch 1907) unter Verwendung einer Dramatisierung von Günther Stark und Günther Weisenborn. Die im Stück enthaltenen Lieder und Chöre vertonte Hanns Eisler. 

## Handlung
Die Handlung von Gorkis Roman wurde von Brecht modifiziert und bis in die Zeit zwischen 1905 und 1917 verlängert. In 14 Szenen wird die Wandlung der unzufriedenen Arbeiterfrau zu einer entschiedenen Kommunistin dargestellt, die sich immer mehr auf die Seite ihres revolutionären Sohnes stellt. Dabei werden Themen wie Arbeitslosigkeit, Lohnkürzungen und politische Agitation verhandelt.

## Entstehung und Uraufführung
Brecht arbeitete seit Sommer 1931 kontinuierlich an diesem Lehrstück. Eislers Musik entstand im Herbst 1931. Auf eine Reihe von Voraufführungen um den 13. Todestag von Rosa Luxemburg folgte am 17. Januar 1932 die eigentliche Uraufführung im Komödienhaus am Schiffbauerdamm. Helene Weigel spielte die Hauptrolle der Mutter und Ernst Busch die Rolle des Sohnes.

## Verbot durch die Theaterzensur
Unter fadenscheinigen baupolizeilichen Begründungen wurde nur noch eine weitere Aufführung erlaubt. Herbert Ihering schrieb am 29. Februar 1932 im Anschluss an diese Aufführung von einem „peinliche[n], unter dem Druck einer unerlaubten Theaterzensur stehende[n] Abend. Aber nicht einmal dieses angedeutete Spiel durfte festgehalten werden. Mittendrin wurde verkündet, es dürfe nicht mehr weiter gelesen werden“.

## Wirkung
Das im episch-dramatischen Stil Brechts verfasste Stück wird von Ihering als geeignet betrachtet, „überall gespielt zu werden, auf ein paar zusammengehauenen Brettern in jedem Saal. […] Der Stil Brechts ist anwendbar und übertragbar überall und überallhin“. Tatsächlich wurden bereits in den 1930er Jahren mehrere Inszenierungen von nichtkommerziellen Gruppen erarbeitet, die auf große Resonanz beim Arbeiterpublikum und ein geteiltes Echo bei der Kritik stießen.  

## Verfilmung
Das Theaterstück wurde 1958 unter der Regie von Manfred Wekwerth im Berliner Ensemble vom DEFA-Studio für Wochenschau und Dokumentarfilme mit der Kamera aufgenommen.